# Ötscherland
Als Ötscherland wird die Region südlich des Ötschers genannt, des mit 1893 Meter höchsten Berges im Mostviertel. Die dominante Form des Berges ist von weitem sichtbar. Ein fast gleich hoher Gipfel westlich davon ist der Dürrenstein (1878 m), dessen nördliche Täler meist auch zum Gebiet gezählt werden.

Wildnisgebiet Dürrenstein, Naturpark Ötscher-Tormäuer

Das Ötscherland entspricht dem Ostteil der sogenannten Eisenwurzen, wo früher das Erz des steirischen Erzberges verarbeitet wurde.
Die wichtigsten Gemeinden im Ötscherland sind Scheibbs (die Bezirkshauptstadt), Gaming, Lackenhof (Gemeinde Gaming), Puchenstuben, Sankt Anton an der Jeßnitz und weiter westlich Lunz am See, sowie im südöstlichen Teil Annaberg und Mitterbach am Erlaufsee; die zwei letzteren gehören zum Bezirk Lilienfeld. Im Süden des Bergmassivs liegen der Naturpark Ötscher-Tormäuer, das mit 170 km² größte Naturschutzgebiet Niederösterreichs und das Wildnisgebiet Dürrenstein-Lassingtal mit dem Urwald Rothwald.